# Hacerse mayor y otros problemas
Hacerse mayor y otros problemas es una película española cómica de 2018 dirigida por Clara Martínez-Lázaro y protagonizada por Silvia Alonso, Bárbara Goenaga, María Esteve y Vito Sanz

## Sinopsis
Emma, que escribe cuentos para niños, se despierta en la treintena sin pareja ni trabajo estables. En medio del caos en que se ha convertido su vida, su mejor amiga Lola le anuncia que se ha quedado embarazada y le pide ser la madrina de su primer bebé.

## Reparto
- Silvia Alonso como Emma.
- Bárbara Goenaga como Lola.
- María Esteve como Violeta.
- Vito Sanz como Martín.
- Francesco Carril como Gabriel.
- Virginia Riezu como Tatiana.
- Luis Jaspe como Stalin.
- Mariona Terés como Marta.
- Valeria Ros como Diana.
- Irene Arcos como Paty.
- Olga Alamán como Julieta.
- Javivi como Julián.
- Usun Yoon como Lina.
- Verónica Forqué como Tía Laura.
- Antonio Resines como Sr. Carpinter
- Daniel Pérez Prada como Doctor.
- Manuel Burque como Félix.